# Jim Crow (personage)

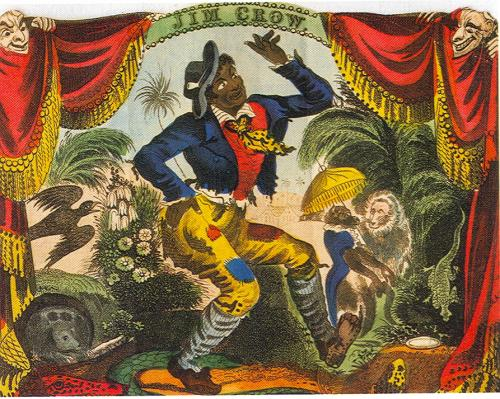
Jim Crow

Jim Crow is een karikatuur van een Afro-Amerikaanse slaaf in 1828 neergezet door de Amerikaanse entertainer Thomas "Daddy" Rice in het lied Jump Jim Crow.
Thomas Rice gebruikte dit personage in de minstrel shows, waarbij hij zijn gezicht voor het optreden zwart schminkte (blackface) met verbrande kurk en erbij danste op een typische manier. Hij zong hierbij het nummer Jump Jim Crow dat in de Verenigde Staten enorm populair werd. Volgens dit nummer was Jim Crow werkzaam op de plantage Tuckahoe in de Amerikaanse staat Virginia.
Het typetje Jim Crow werd al snel synoniem voor Afro-Amerikanen en werd een negatief stereotype en spotnaam. Het personage diende als bijnaam voor de rassenwetten in de Verenigde Staten, de zogenaamde Jim Crow-wetten. Deze wetten waren een complex systeem van rassenwetten en -gebruiken die de rassensegregatie in het zuiden van de VS van 1876 tot 1965 (het Jim-Crowtijdperk) in stand hield.
De oorsprong van de naam "Jim Crow" staat niet vast, maar kan ontstaan zijn van het pejoratieve begrip crow ("kraai") dat in de Verenigde Staten in de 18de eeuw werd gelinkt aan zwarte mensen. Jim zou dan kunnen afgeleid zijn van Jimmy, slang voor kraai en ook een verkorting van crowbar, het Engelse woord voor koevoet. Vóór 1900 heetten koevoeten crows en een kleine koevoet wordt nog steeds een jimmy genoemd, typisch inbrekersgereedschap. De dancing crow is een begrip dat ouder is dan de genoemde minstrel shows en was afkomstig van de praktijk van boeren om in alcohol gedrenkte maïskorrels rond te strooien voor de kraaien, die zo dronken werden dat ze enkel nog konden fladderen en opspringen, waardoor de boer ze makkelijk kon neerknuppelen en doden.

## Wetenswaardigheden
- In de tekenfilm Dombo uit 1941 heet een van de zwarte kraaien ('crow') Jim Crow
- Het Amerikaanse kinderlied Jump Jim Joe is een variant van Jump Jim Crow
- Childish Gambino verwijst met zijn gezichtsuitdrukkingen en dansbewegingen naar dit type in de videoclip van het nummer "This is America".